# Coptorhina excavata
Coptorhina excavata är en skalbaggsart som beskrevs av Frolov, Akhmetova och Clarke H. Scholtz 2008. Coptorhina excavata ingår i släktet Coptorhina och familjen bladhorningar. Inga underarter finns listade i Catalogue of Life.